# Докен

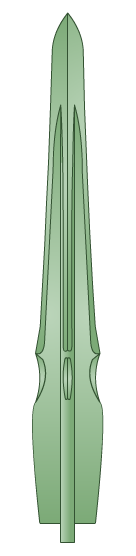
Вигляд середньовузьколезого докена

До́кен (яп. 銅剣 — бронзовий меч) — різновид бронзового меча з стеблоподібним руків'ям та широким лезом в стародавній Японії. Набув поширення у період Яйой. Виготовлявся литтям з бронзи. Мав лезо довжиною 30—35 см.

## Короткий опис
Бронзові мечі докен походять з Корейського півострова. У середині 1 тисячоліття до Р.Х. їх завозили до Японського архіпелагу, але на початку нашої ери японці налагодили власне виробництво цих знарядь. Руків'я таких мечів виготовлялося з дерева. 
Існує три основних типів мечів докен:
- вузьколезий бронзовий меч (細形銅剣) — меч з тонким стеблоподібним руків'ям, вузьким лезом і товстим ребром. Цей тип часто знаходять в урнових керамічних похованнях на півночі Кюсю. На початку 1 століття його почали виливати у Японії. Був поширений на початку періоду Яйой.
- середньовузьколезий бронзовий меч (中細形銅剣) — меч з пласким ребром і лезом середньої ширини. Розвився з вузьколезових мечів. Був поширений у середині періоду Яйой.[1]
- пласколезий  бронзовий меч (平形銅剣) — меч з пласким ребром і широким лезом, що розвився з меча вузьколезого типу. Поширений на Кюсю та прибрежних районах Внутрішнього Японського моря. Характерною особливістю такого меча є вістреподібні виступи з обох боків леза поруч із руків'ям. Пласколезі мечі багато прикрашені. Був поширений наприкінці періоду Яйой.

Серед інших типів виділяють:
- багатоплазовий бронзовий меч (多樋形銅剣) — меч з двома або більше плазами (долами) на лезі. Був поширений наприкінці періоду Яйой.
- глибокоплазовий бронзовий меч (深樋形銅剣) — меч з глибокими плазами (долами) на лезі. Був поширений наприкінці періоду Яйой.
- залізноподібний бронзовий меч (鉄剣形銅剣) — рідкісний бронзовий меч, який по формі нагадує залізний меч. Перехідна форма від звичайного меча докен до залізного у 2 — 3 стоілттях по Р.Х. Був поширений на початку періоду Кофун.

Попри те, що на початку періоду Яйой бронзові мечі використовувалися як зброя, поступово вони перетворилися на предмети культу і обереги. Археологи пов'язують цю зміну з витісненням бронзових знарядь залізними.